# مايك فيرومفون
مايك فيرومفون (بالتايلندية: ไมค์ ภิรมย์พร)‏ (بالتايلندية: ไมค์ ภิรมย์พร) مواليد 8 يوليو 1966 في تايلاند، هو مغني تايلندي

## ديسكغرفي
- 1995 - "Kan Lang Kor Lao" (คันหลังก็ลาว)
- 1996 - "Nam Ta Lon Bon Toe Jeen" (น้ำตาหล่นบนโต๊ะจีน)
- 1998 - "Ya Jai Khon Jon" (ยาใจคนจน)
- 2000 - "Nuei Mai Khon Dee" (เหนื่อยไหมคนดี)
- 2007 - "Yang Rak Kan Yoo Rue Plao" (ยังรักกันอยู่หรือเปล่า)
- 2018 - "Bon Thanon Sai Khon Dee" (บนถนนสายคนดี)
- 2019 - "Status Bor Koei Pliean" (สเตเตัสบ่เคยเปลี่ยน)

## روابط خارجية
- مايك فيرومفون على موقع ميوزك برينز (الإنجليزية)
- مايك فيرومفون على موقع ديسكوغز (الإنجليزية)